# Radio Warwick
Pour les articles homonymes, voir RAW.

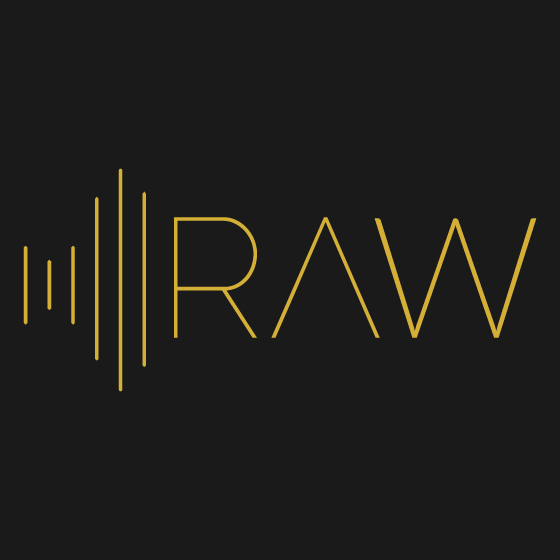
Logo de RaW.

Radio Warwick, ou RaW, est la station de radio étudiante de l'université de Warwick. Elle a gagné à deux reprises, en 2000 et en 2003, le prix de la meilleure radio étudiante organisé par la Student Radio Association et BBC Radio 1. Elle compte parmi ses anciens animateurs Timmy Mallett, Simon Mayo, James King et Stephen Merchant, tous devenus célèbres sur des radios britanniques nationales telle que la BBC, ou dans d'autres domaines. Un des fondateurs de la radio est l'un des candidats à la présidence du Parti conservateur britannique, David Davis.